# Irische Steinkisten

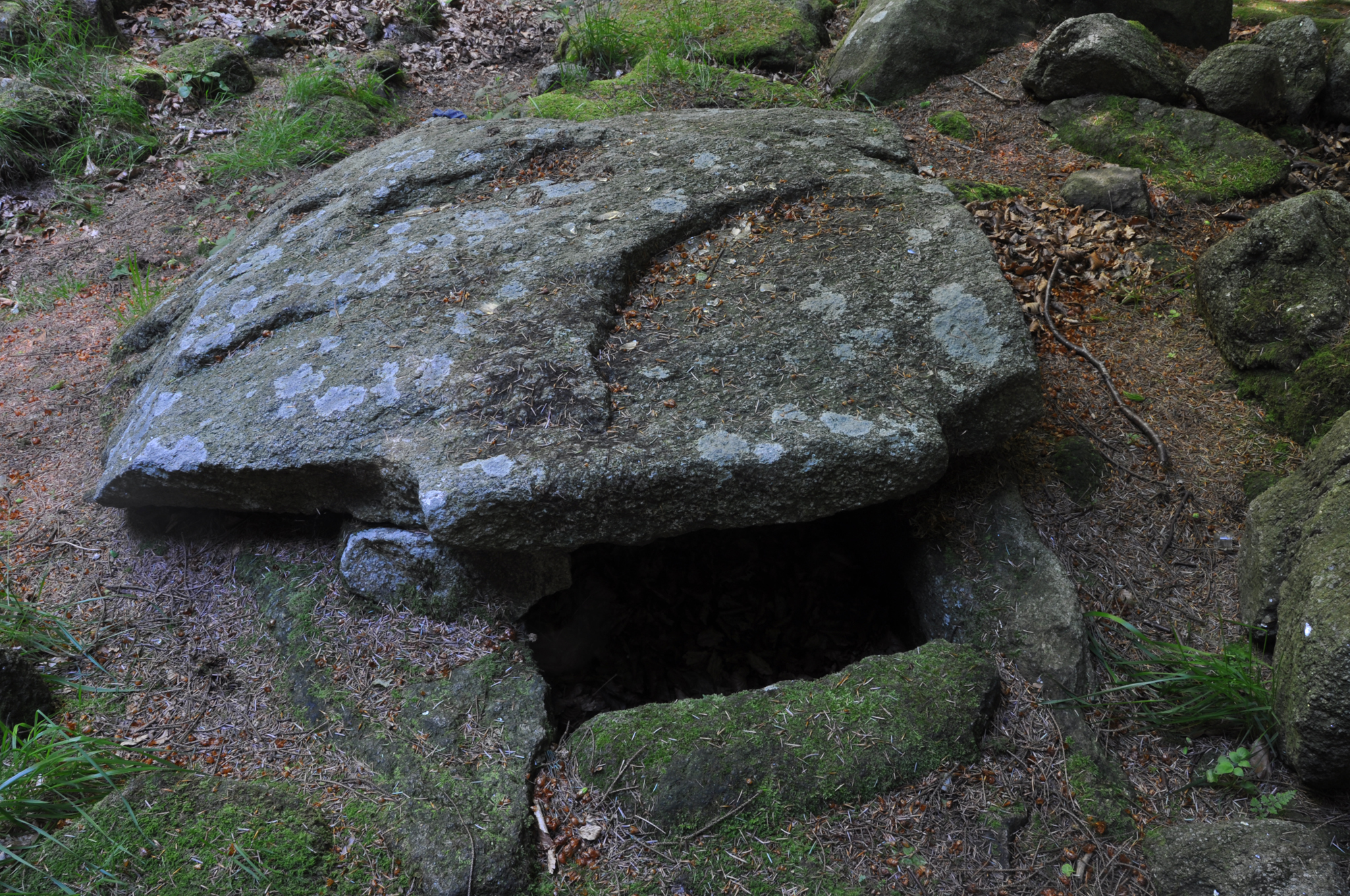
Kilmashogue-Steinkiste

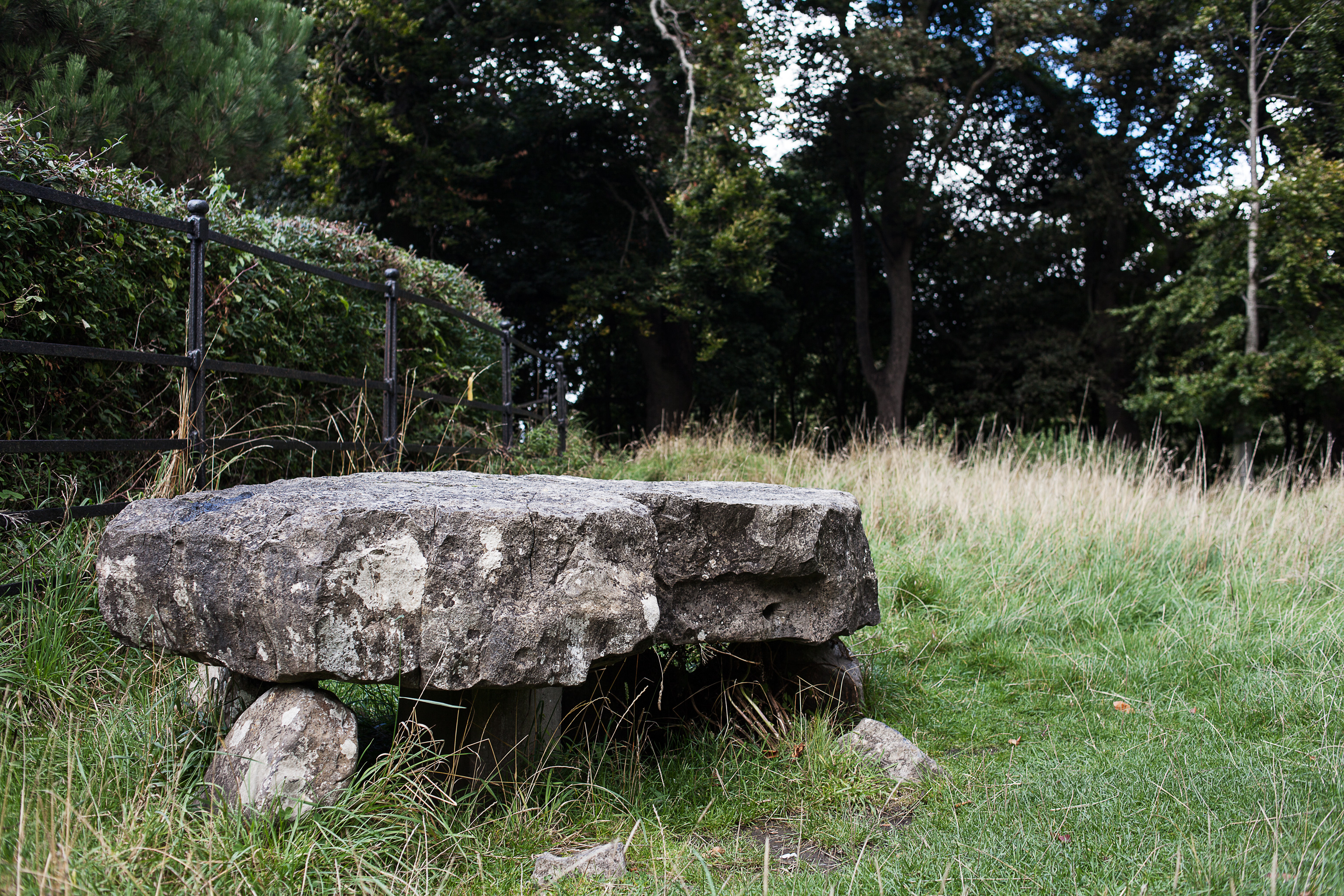
Knockmaree

Irische Steinkisten sicherten auf der Insel Irland Körper- und Brandbestattungen sowie Depots exkarnierter Knochen (Ardra im County Kilkenny). Sie kennzeichnen den Übergang von der kollektiven Deponierung in Megalithanlagen zur Einzel- bzw. gelegentlichen Doppelbestattung (Brackagh, Newtownstewart). Die meisten Kisten werden zwischen 2000 und 1500 v. Chr., also in die frühe Bronzezeit (2500–300 v. Chr.) datiert. In einigen Fällen beginnt ihr Bau früher und ihre Nutzung oder Nachnutzung geht über die irische Eisenzeit hinaus, bis ins 7. Jahrhundert n. Chr. Sie finden sich in Anhäufungen aus Cairns und Barrows oder in flachen Feldern, die über Jahrhunderte genutzt wurden.

## Verbreitung
Die etwa 700 Steinkisten verteilen sich ungleichmäßig über die Insel; ihre Häufigkeit in Ulster und Leinster, dem Osten der Insel, ist deutlich höher als im übrigen Bereich. Munster bleibt, bis auf Konzentrationen im Süden des County Limerick bzw. im Norden des County Cork, (Steinkisten im Cairn von Moneen) relativ leer. Die Kisten liegen im Allgemeinen auf Graten oder in Hügeln in Höhen zwischen 30 m und 180 m über NN. Die Kisten von Garrannaguilly (am Gipfel Nale's Hill) und Ballyouskill (auf dem Ballynalacken Hill – beide im County Kilkenny) wurden an Stellen mit großer Fernsicht errichtet.
Parallel zu den Steinkisten erfolgten Erdbestattungen in runden oder ovalen Gruben. Unbeachtliche neolithische Begräbnisse fanden sich in Gruben und an Plätzen wie Martinstown im County Meath und am Lough Gur im County Limerick. Die in der südlichen Hälfte Irlands während der neolithischen Periode geübte Erdgräbersitte zeichnet sich durch einen Mangel an Beigaben aus, so dass sie oft nicht als neolithisch erkennbar sind.

## Burial mounds
Grabhügel (burial mounds) in Irland sind eine Gattung irdener Hügel (keine Steinhügel), die keine Megalithanlagen bergen und aus einer anderen Zeit stammen. Diese später entstandenen Erdhügel sind nicht mit den Lang- und Rundhügeln (barrows) in England zu verwechseln, die parallel zu den dortigen Megalithanlagen entstanden. Sie bergen oft Steinkisten. Die überwachsene Oberfläche unausgegrabener Hügel weist keine Anzeichen auf, die einen Erdhügel (barrow) zweifelsfrei von einem Steinhügel trennen lassen, da es auch Steinhügel gibt, die eine irdene Oberschicht haben und wie Erdhügel aussehen.

## Kisten vom Typ Linkardstown
Elf Kisten, die zumeist unter Rundhügeln liegen, die von einem oder mehreren Steinkreisen eingefasst werden, lassen bereits den Übergang zur Bronzezeit erkennen. Die klassischen Beispiele, der auch als megalithisch bezeichneten Kisten liegen in Leinster (9) im Südosten Irlands: Ballintruer im County Wicklow, Knockmaree im County Dublin sowie Baunogenasraid und Linkardstown im County Carlow, letzteres 1944 durch Joseph Raftery ausgegraben. Sie bestehen aus zentralen Kisten von unregelmäßig polygonaler Form mit einem gepflasterten Fußboden und einwärts geneigten Tragsteinen in doppelter oder dreifacher Lage, auf denen ein oder zwei große, schwere Decksteine ruhen. Die Decke der Steinkiste von Norrismount im County Wexford wird dagegen von überkragenden Steinlagen gebildet. Die Steinkisten liegen zentral in runden Hügeln, die aus der Erde und Steinen, häufig auch aus sorgfältig verlegten Grassoden bestanden und gelegentlich eine niedrige Randsteineinfassung besaßen. Der Cairn von Poulawack im County Clare sollte auch zu dieser Gruppe gehören, obwohl seine zentrale Steinkiste vier Personen und sein Steinhügel mehrere, anscheinend ebenfalls primäre Kisten enthielt.
Die Bestattungen sind gewöhnlich die eines einzelnen erwachsenen Mannes, der gelegentlich durch ein anderes Begräbnis (einmal eines Kindes) und manchmal zusammen mit Knochen, die auf eine Sekundärbestattung hinweisen, begleitet wird. Im Fall von Jerpoint West im County Kilkenny handelt es sich um Leichenbrand und Tierknochen.
Zusätzlich zu schmuckloser Western Neolithic Ware enthielten die Gräber gewöhnlich einen rundbodigen Topf, der oft einen großen Halsbereich hatte. Die Töpfe waren durch eine Dekoration gekennzeichnet, die vielfach in Zonen angeordnet ist, wie bei Jerpoint West, oder in Serien konzentrisch überlappender Bereiche, wie sie in Baunogenasraid im County Carlow gefunden wurde. Es kommen aber auch andere Motive vor. Außerdem wurden kleine Knochennadeln mit einem runden Knopf, eine Pfeilspitze aus Feuerstein, eine polierte Steinaxt und, in einem Beispiel, eine Perle gefunden.

### Verbreitung
Linkardstownkisten sind zwischen dem County Dublin und den Counties Carlow und Kilkenny (9) und in Limerick (2) verbreitet. Vergleichbare Monumente finden sich aber auch in den Countys Tipperary und Clare.

### Zeitstellung
Die ganze Gruppe wurde früher auf das Ende des Neolithikums datiert (etwa 2000 v. Chr.), so dass sie Vorgänger der Einzelbegräbnisse der frühen Bronzezeit war. Neue Radiocarbon-Daten haben jedoch gezeigt, dass sie in die Mitte des Neolithikums datiert werden müssen.
Die Daten:
- Ardcrony, im County Tipperary, etwa 2725 v. Chr.
- Ballintruer More, County Wicklow, etwa 2850 v. Chr.
- Ashley Park, County Tipperary (ein atypisches Beispiel), circa 2815 v. Chr.
- Brackagh County Londonderry in Nordirland.

In der oktogonalen Kiste wurde die Asche von zwei Erwachsenen auf 2620–2485 v. Chr. datiert. Die rechteckige Kiste enthielt Leichenbrand, der auf 2485–2342 v. Chr. datiert wurde.
Ein Datum für Poulawack erweist sich als etwa zeitgleich. Diese Daten sind vergleichbar mit denjenigen für die wenig früheren Passage Tombs, wie Knowth oder Newgrange. Sie zeigen, dass das Einzel- oder Doppelbegräbnis in polygonalen Kisten etwa zur gleichen Zeit stattfand wie die Kollektivbestattungen in anderen Regionen der Insel.

## Die späteren Kisten
Die späteren Kisten sind rechteckig oder trapezoid und in den Boden eingetieft. Sie bestehen aus zumeist vier Seitensteinen, wobei die Platten der Langseiten oben oft leicht einwärts geneigt sind. Der häufig überkragende Deckstein ist mehr oder minder unregelmäßig geformt. Gelegentlich liegen zwei Decksteine übereinander (Rathconrath, County Westmeath). Die Kisten haben entweder in etwa Körpermaße (0,5 m × 2 m) oder sind kurz (80–100 cm lang). Sie befanden sich zumindest ursprünglich alle unter künstlichen Hügeln (burial mounds).
- Kurze Kisten gehören in die frühe und mittlere Bronzezeit, während die Menge der langen von der Endbronzezeit bis in die frühchristliche Zeit genutzt wurde.
- Lange Kisten (Steinkiste von Fakeeragh) bargen primär Körperbegräbnisse oder Knochendepots, mitunter auch Brandbestattungen. Analog finden sich in kurzen Kisten, die primär Brandbestattungen bargen, nur vereinzelt Fälle von Körperbestattungen (in gekauerter Position). In etwa 50 Fällen kommen zweigeteilte (zum Beispiel Ballinchalla County Mayo, Cavancarragh, County Fermanagh und Rathlin Island), ganz selten auch dreigeteilte Kisten vor (Ballynoe, County Down).

## Cairns und Tumuli der Bronzezeit
Irische Erdhügel werden Tumulus genannt (plur. Tumuli; engl. barrows), während mit Erde lediglich überdeckte Steinanhäufungen Cairns heißen. Beide Arten hatten in der Regel 22 bis 25 Meter Durchmesser, wobei es auch welche mit 35 m gibt. Viele waren einst von Gräben oder Wällen umgeben. In einigen Fällen waren noch die ursprünglich den Hügel fassenden Randsteine nachzuweisen. Jüngere Ausgrabungen zeigen, dass solche Randsteine auch gesetzt wurden, wenn die Hügel für eine Nachnutzung vergrößert wurden. Bei Jerpoint West (County Kilkenny) und bei Baunogenasraid (County Carlow) waren außer dem Randsteinring je zwei innere konzentrische Steinringe vorhanden. In der Regel wurden bis in eine Höhe von zwei Metern jeweils Lagen von Erde und Grassoden gehäuft. Bei Rath im County Wicklow lagen eine rechteckige Doppelkiste und eine unregelmäßige Steinkiste in einem natürlichen Hügel von ungefähr 60 m Durchmesser und fünf Meter Höhe.
Die Tumuli wurden mehrfach genutzt oder kommen in Gruppen (als so genannte Friedhöfe) vor. Besonders in Ostirland wurden viele Hügel abgetragen oder durch Motten (Rathmore County Kildare) überbaut. Auch in Cairns, die aus der neolithischen Megalithphase stammen, wurden während der Bronzezeit Steinkisten eingebaut. In anderen Fällen erfolgten die bronzezeitlichen Deponierungen in die Kammern von Megalithanlagen. 15 Steinkisten wurden in das Court tomb von Doohatty Glebe, County Fermanagh, und sechs in den Hügel des Portal tomb von Aghnakeagh, County Louth, eingebracht. Der Hügel des Wedge tomb von Kilmashogue, County Dublin, wurde vergrößert um sekundäre Niederlegungen unterzubringen. Von diesen sind aber nur die food vessels und die cinerary urns im Gangbereich erhalten.

## Kisteninhalte
Die meisten Steinkisten mit Körperbestattungen enthielten das Skelett eines erwachsenen Mannes. Gelegentlich finden sich Belege dafür, dass Individuen gefesselt deponiert wurden. Als häufigste Beigabe erscheint ein dekoriertes Gefäß (engl. food vessel) mit scharf eingezogenem Hals. Ähnliche Gefäße wurden in den Erdgräbern von Kiltale, County Meath, Dún Ailinne, County Kildare, und Rathgall, County Wicklow, gefunden. In den Kisten vom Typ Linkardstown zeigen schlichte rundbodige Kümpfe die neolithische Tradition an. Die Steinkisten im Phoenix Park von Dublin und die von Jerpoint West enthielten neben Skeletten je einen Knochenknebel in Form einer Hantel. Bei den Brandbestattungen in Kisten finden sich auch tönerne Urnen (engl. funeral urns oder cinerary urns). Diese Gefäße wurden bei Erdgräbern über die eingeäscherten Überreste gestülpt.

## Gräberfelder
Häufig ist in den Cairns oder Tumuli eine zentrale Steinkiste vorhanden, die ab der mittleren Bronzezeit von einer Anzahl weiterer Objekte begleitet wird. Der Ringcairn Dún Ruadh (das rote Fort) im County Tyrone besteht aus einem von einem Graben, einem Steinkreis und einer Trockenmauer umgebenen Cairn. Scherben jungsteinzeitlicher Tonware, die sich in Gruben unterhalb des Cairns fanden, zeigen hier die Weiterverwendung eines alten Begräbnisplatzes an. Im Cairn liegen insgesamt 13 Steinkisten. Die Steinkiste von Mount Stewart im County Down, wurde von 15 peripheren Steinkisten begleitet, von denen mehrere Gefäße enthielten.

## Zeitgleiche Erdbegräbnisse
Der Cairn von Knockast im County Westmeath enthielt 43 Begräbnisse, darunter fünf Steinkisten mit Einäscherungen, aber die meisten der Körper- oder Brandbestattungen waren Erdgräber. Umfangreiche Flachgrabfriedhöfe sind zum Beispiel Edmondstown im Couny Dublin mit 18, Cloughskelt im County Down mit 24 und Ballyenahan im County Cork mit 17 Begräbnissen. In der Siedlung Knockadoon am Lough Gur wurde das zusammengekauerte Skelett eines Jungen gemeinsam mit einer großen, dekorierten neolithischen Schüssel in einer Grube gefunden.